# ズブロッカ

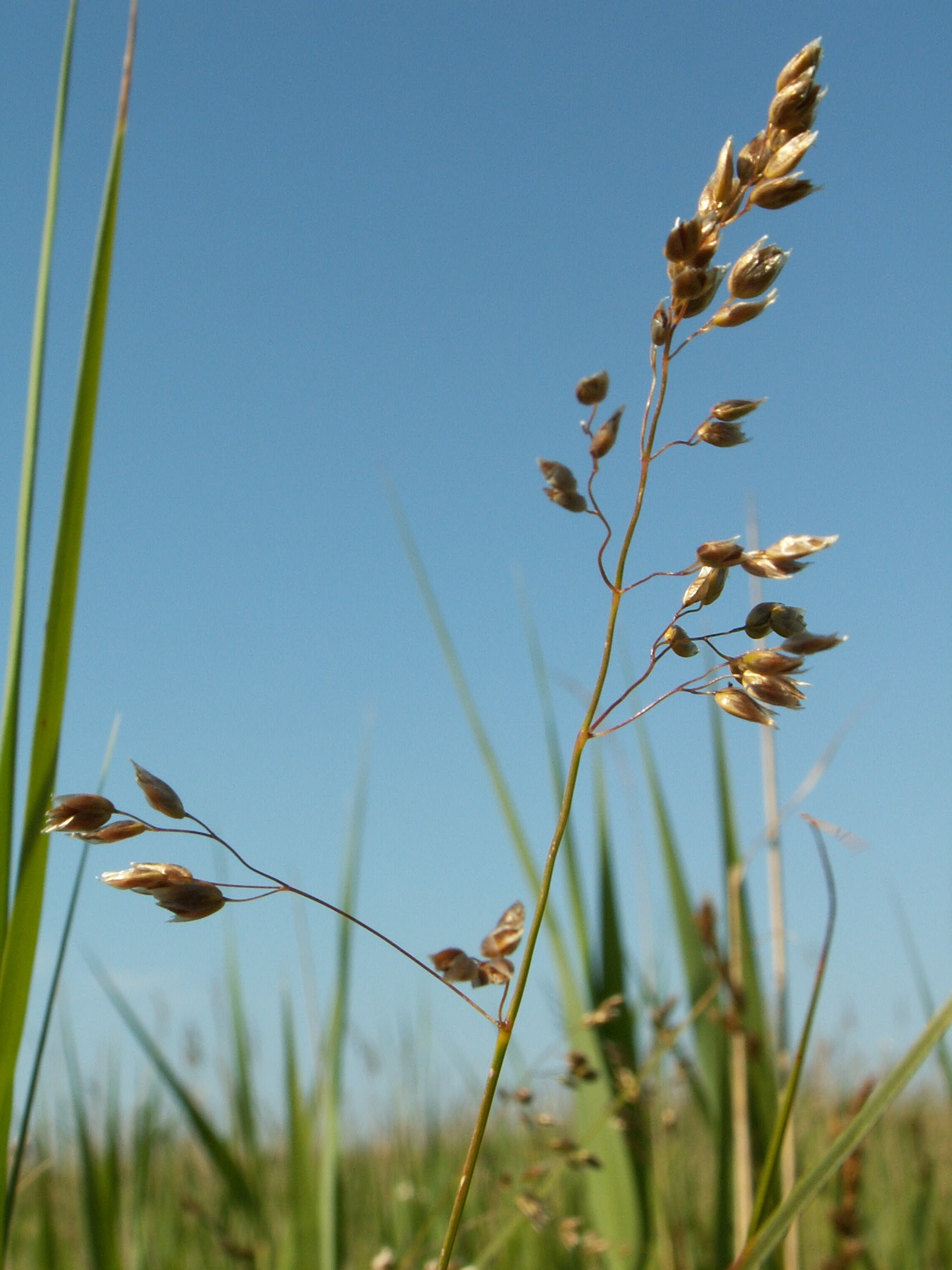
バイソングラス

ズブロッカ（ポーランド語: Żubrówka）とは、ポーランドの世界遺産「ビャウォヴィエジャの森」で採れるバイソングラス(Bison Grass)を漬け込んだウォッカのことを指す。多くのズブロッカの瓶の中には一本のバイソングラスが手作業で入れられている。桜餅に似ていると形容される柔らかな香りと、まろやかな飲み口がズブロッカの特徴である。
ポーランド語の本来の読みに近い発音は「ジュブルフカ [ʐuˈbrufka] 」。ズブロッカという読み方は本来の発音を壊しており正しくはないが、英語圏（ˈzubɹəvkə）に広まり、日本人に発音しやすい形で、日本に伝わった。

## ズブロッカの起源
ウォッカが広く定着した14世紀頃は、既に様々な穀物がウォッカ作りに使用されていた。中世当時のウォッカは蒸留技術が十分ではなく、癖のある残留物の風味を隠すためハーブや果物の抽出液を添加した、所謂「フレーバードウォッカ」が作られた。現代と異なり、この当時のウォッカは水や、リンゴなどの果汁で薄めて飲むのが普通で、ストレートで飲むのは健康的・道徳的に良くないこととされていたため、このような「フレーバードウォッカ」のスタイルは一般的だった。このような背景で、バイソングラスのエッセンスを風味付けに使ったウォッカであるズブロッカが、バイソングラスの自生するビアウォヴィエジャの森の付近で飲まれるようになった。当時、ポーランド王室は狩りなどのために頻繁にビアウォヴィエジャの森を訪れており、森の近郊で親しまれていたズブロッカをたいそう好んで飲んでいた。王室はズブロッカを17世紀初頭まで首都であったクラクフに持ち帰り、次第にクラクフの人々、後にはポーランド全体に広まっていった。
なお、当時のポーランドでは消毒用アルコールをウォッカ（ポーランド語読みで「ヴ（ー）トゥカ」）、飲用アルコールを、ゴジャウカ（「焼けるように熱いお酒」の意味）と呼んだが、この記事では現代の用法に合わせてゴジャウカをウォッカと表記している。

### ビアウォヴィエジャの森
1979年　ユネスコ世界自然遺産登録。
ズブロッカの象徴であるバイソングラスが自生する森。ポーランド北東、ベラルーシとの国境に位置しており、ヨーロッパで唯一太古の自然を残しているといわれている。

### バイソン
ズブロッカのラベルに描かれているヨーロッパバイソン（ポーランドで「ジュブル」）は、絶滅危惧種に指定されており、現在この森ではおおよそ400頭のバイソンが生息している。

### バイソングラス
ポーランドで「ジュブルフカ」といい、バイソングラス（Bison grass）は聖牛「ジュブル」が好んで食べ、「ビアウォヴィエジャの森」にしか自生しないとされる貴重なイネ科の植物。ウォッカのズブロッカの特徴である淡いオリーブ色、柔らかな香りは、このバイソングラスに由来している。
許可を得た人たちの手によって最も香り豊かになる初夏に、手で丁寧に刈り取りされている。
ウォッカはポーランド語では「ヴ（ー）トゥカ」といい、ウォッカの銘柄のズブロッカ（ジュブルフカ）の本来の意味は「ヴトゥカ・ジュブルフカ」（バイソングラスのウォッカ）。

### ズブロッカの製造者
CEDC傘下のポーランド随一のスピリッツメーカー、ポルモス・ビヤリストック社。バイソングラスを使ってウォッカを作る事を政府に許可された唯一のメーカーで、ポーランド北東部の街ビヤリストックにある。
日本ではリードオフジャパン株式会社が輸入販売元となっており、ズブロッカを販売している。
尚、アメリカで売られているものにはバイソングラスは使われず、人工的に着香されている。バイソングラスに含まれる芳香成分クマリンが同国の法律により食品への利用が禁じられているためである。

## 製品
- ズブロッカ (37.5度)
- ズブロッカ クリア (37.5度) - バイソングラスが入っていない純粋なウォッカ
- ズブロッカ バイソンロゼ (32度) - ワイルドラズベリー、クランベリー、ローズヒップのエキスをブレンドしたフレーバードウォッカ

## ズブロッカを使用したカクテル
- シャルロッカ - ズブロッカ＋アップルジュース
- スパークリングシャルロッカ - ズブロッカ＋アップルタイザー
- ズブモーニ - ズブロッカ＋グレープフルーツジュース＋トニックウォーター
- ピンクバイソン - ズブロッカ＋クランベリージュース＋トニックウォーター

## 受賞歴
- 2011年 モンドセレクション (最高金賞)
- 2010年 モンドセレクション (金賞)
- 2009年 モンドセレクション (金賞)
- 2009年 International Wine & Spirits Challenge (London)
- 2008年 モンドセレクション (金賞)
- 2008年 Vodka Master (London)
- 2008年 International Review of Spirits (Chicago)
- 2007年 モンドセレクション (金賞)
- 2007年 International Spirits Challenge (London)
- 2006年 モンドセレクション（最高金賞）
- 2004年 モンドセレクション（金賞）
- 2000年 Polagra 2000
- 1972年 International Salon d’ Almentation (Brusseles)
- 1969年 World Exhibition of Wines, Vodkas and Liquers (London)
- 1965年 International Fair Leipzig